# Edward Clay
Sir Edward Clay, född 21 juli 1945, är en pensionerad brittisk diplomat, som bl.a. var en "High Commissioner" och ambassadör.